# عجائب أوكرانيا السبعة

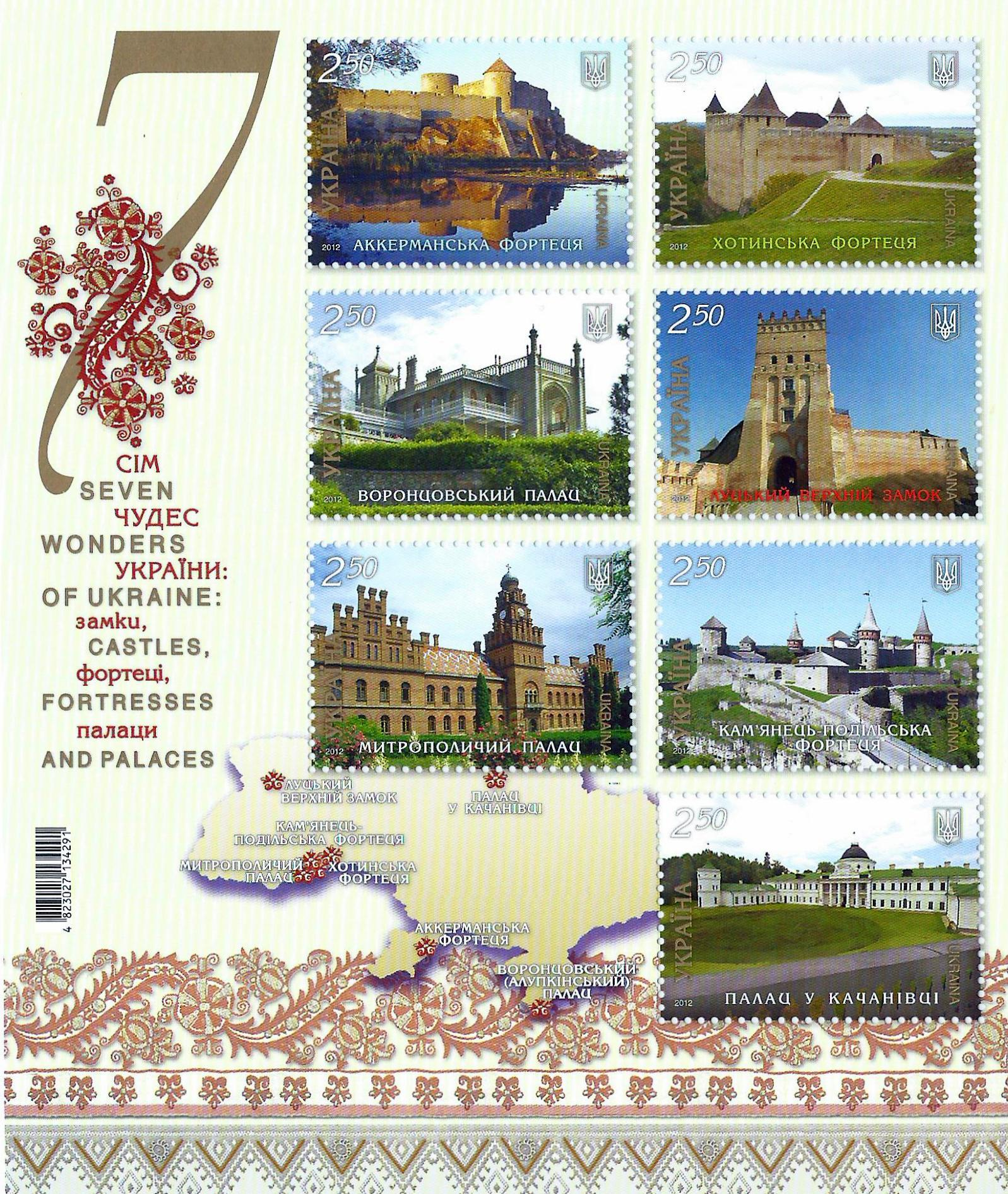
طابع بريد أوكراني يشمل عجائب أوكرانيا السبع الطبيعية

عجائب أوكرانيا السبعة (بالأوكرانية: Сім чудес України)([ˈsʲim tʃʊˈdɛs ʊkrɐˈjinɪ]) هي سبعة نصبٍ تاريخية ثقافية أوكرانية والتي اختيرت في مسابقة عجائب الدنيا السبع في أوكرانيا التي عقدت في يوليو 2007. جميع المواقع المرشحة هي مناطق محمية مملوكة ملكية عامة على الأقل على المستوى الإقليمي، ومتاحة للسياحة.

## القائمة
| #     | الاسم                   | الموقع                      | الصورة                                                        |
| ----- | ----------------------- | --------------------------- | ------------------------------------------------------------- |
| 1 / 2 | Sofiyivsky Park         | أومان، تشيركاسي أوبلاست     | The landscape of the Sofiyivsky Park.                         |
| 1 / 2 | كييف بيشيرسك لافرا      | كييف                        | Kyiv Pechersk Lavra.                                          |
| 3 / 4 | كامينيتس                | كامينيتس، خملنيتسكي أوبلاست | General view of the Kamianets-Podilskyi Castle.               |
| 3 / 4 | خورتيتسيا               | زاباروجيا، مقاطعة زاباروجيا | View Khortytsia and the nearby Dnieper Hydroelectric Station. |
| 5     | تاوريس خيرسون           | سيفاستوبول                  | The remains of the city of Chersonesos.                       |
| 6     | كاتدرائية القديسة صوفيا | كييف                        | The Saint Sophia Cathedral.                                   |
| 7     | قلعة خوتين              | خوتين، تشيرنيفتسي أوبلاست   | Panoramic view of the Khotyn Fortress.                        |

## العجائب السبع الطبيعية
عجائب أوكرانيا السبع الطبيعية (بالأوكرانية: Сім природніх чудес України) هي المرحلة الثانية من البرنامج الوطني لعجائب الدنيا السبع في أوكرانيا. جميع المواقع السبعة هي مناطق محمية مملوكة ملكية عامة على المستوى الإقليمي على الأقل.
| # | الاسم                                       | الموقع                       | الصورة |
| - | ------------------------------------------- | ---------------------------- | --- |
| 1 | Falz-Fein Biosphere Preserve "Askania-Nova" | أسكانيا-نوفا، خيرسون أوبلاست | |
| 2 | أراضي الغرانيت والسهوب في بوه ‏              | ميكولايف أوبلاست             | Valley of Mertvovod. |
| 3 | Landscape park "Dnister Canyon"             | دنيستر                       | Dniester Canyon between village Hubyn (Ternopil region) and town Chernelytsia (Ivano-Frankivsk region), western Ukraine. |
| 4 | كهف الرخام                                  | Chatyr-Dag                   | |
| 5 | National Nature Park "Podillian Tovtry"     | خملنيتسكي أوبلاست            | View of the entrance to the park, near the historic town of Bakota.                                                      |
| 6 | Shatsky National Nature Park                | Shatsk، مقاطعة فولين         | Svitiaz. |
| 7 | National Nature Park "Synevir"              | Mizhhiria Raion، كاربات      | Synevir. |

## القلاع والقصور
قلاع وقصور أوكرانيا العجيبة السبعة (بالأوكرانية: Сім чудесних замків та палаців України) هي المرحلة الثالثة من عجائب أوكرانيا السبعة الذي استؤنف بعد انقطاع دام ثلاث سنوات.
| # | الاسم                  | الموقع                                      | الصورة |
| - | ---------------------- | ------------------------------------------- | ------ |
| 1 | Lutsk Upper Castle     | لوتسك، مقاطعة فولين                         |        |
| 2 | قلعة كامينيتس-بوديلسكي | كامينيتس، خملنيتسكي أوبلاست                 |        |
| 3 | بيلهورود دنيستروفسكيي  | بيلهورود دنيستروفسكيي، مقاطعة أوديسا        |        |
| 4 | Metropolitan Palace    | تشيرنوفتسي، تشيرنيفتسي أوبلاست              |        |
| 5 | قلعة خوتين             | خوتين، تشيرنيفتسي أوبلاست                   |        |
| 6 | Kachanivka Palace      | Kachanivka، Pryluky Raion، تشرنيهيف أوبلاست |        |
| 7 | قلعة فورونتسوف         | ألوبكا، القرم                               |        |